# دیگو آباتانتوئونو
دیگو آباتانتوئونو (ایتالیایی: Diego Abatantuono؛ زادهٔ ۲۰ مهٔ ۱۹۵۵) بازیگر و فیلم‌نامه‌نویس اهل ایتالیا است.

## گزیدهٔ نقش‌آفرینی‌ها
- مسابقه ناعادلانه
- نیروانا
- ازدواج‌ها
- خانواده خوشبخت
- راز صحرا
- آقای سعادت
- پاپاراتزی
- اتاق‌خواب‌ها
- ساقدوش
- یک ماجرای ایدئال
- دریای جنوب
- برداشت نخست خوب
- به زور مال من
- زندگی عجیب است
- مومو
- زنت را به من قرض بده
- انجیرتیغی